# افرای هنری
افرای هنری (نام علمی: Acer henryi) نام یک گونه از سرده افرا است.